# Gymnocalycium alboareolatum
Gymnocalycium alboareolatum ist eine Pflanzenart in der Gattung Gymnocalycium aus der Familie der Kakteengewächse (Cactaceae). Das Artepitheton alboareolatum leitet sich von den lateinischen Worten albus für ‚weiß‘ sowie areolatus für ‚mit Areolen‘ ab.

## Beschreibung
Gymnocalycium alboareolatum wächst einzeln mit abgeflacht kugelförmigen, glauken Trieben und erreicht Durchmesser von bis zu 6 Zentimeter. Es wird eine große Pfahlwurzel ausgebildet. Die neun bis elf Rippen sind gerade und besitzen deutliche, bis zu 1 Zentimeter lange, kinnartige Vorsprünge. Mitteldornen sind nicht vorhanden. Die sechs bis sieben zum Pflanzenkörper hingebogenen, braunen Randdornen sind steif und bis zu 1 Zentimeter lang.
Die silberweißen Blüten erreichen eine Länge von bis zu 6,5 Zentimeter und weisen einen Durchmesser von 4,5 Zentimeter auf. Die blaugrünen Früchte sind ei- bis keulenförmig und 2,5 bis 3 Zentimeter lang.

## Verbreitung, Systematik und Gefährdung
Gymnocalycium alboareolatum ist in der argentinischen Provinz La Rioja in Höhenlagen von 1000 bis 1500 Metern verbreitet.
Die Erstbeschreibung erfolgte 1985 durch Walter Rausch.
In der Roten Liste gefährdeter Arten der IUCN wird die Art als „Critically Endangered (CR)“, d. h. als vom Aussterben bedroht geführt.

## Nachweise